# Christian Taylor
Pour les articles homonymes, voir Taylor et Christian Taylor (homonymie).
Christian Taylor (né le 18 juin 1990 à Fayetteville) est un athlète américain spécialiste du saut en longueur et du triple saut. Champion olympique du triple saut en 2012 à Londres puis en 2016 à Rio, il est quadruple champion du monde, en 2011 à Daegu, en 2015 à Pékin, en 2017 à Londres et en 2019 à Doha.

## Biographie

### Débuts
Son père est originaire de la Barbade. Dès son High School (lycée), il fait partie des équipes de football américain et d'athlétisme. Avant de débuter au triple saut, sa spécialité était le 400 m où il a un record personnel de 45 s 34 et le saut en longueur où il a sauté 8,19 m. C'est en s'inscrivant à l'université de Floride qu'il améliorera de façon spectaculaire ses performances avec l'aide de son entraîneur actuel, Rana Reider.
Il remporte la médaille d'or du triple saut et la médaille de bronze du saut en longueur à l'occasion des Championnats du monde jeunesse de 2007 d'Ostrava, compétition mettant aux prises les meilleurs athlètes internationaux de moins de dix-huit ans.
Toujours étudiant à l'université de Floride, Christian Taylor remporte pour le compte des Florida Gators le titre NCAA 2011 du triple saut avec la marque de 17,49 m avec un vent supérieur à la limite autorisée, mais établit néanmoins un nouveau record personnel avec 17,40 m. Fin juin 2011, Taylor décroche son premier titre national dans l'épreuve du triple saut en s'imposant lors des Championnats des États-Unis de Eugene sélectifs pour les Championnats du monde 2011. Auteur de 17,49 m avec un vent trop favorable de 3,5 m/s, il devance ses compatriotes William Claye et Walter Davis. Il manque de peu la qualification au saut en longueur en terminant 4e de ces mêmes championnats. Le 6 août, Taylor remporte le meeting de Londres, devant Tosin Oke et Phillips Idowu, et porte son record personnel à 17,68 m (+1,3 m/s), établissant provisoirement la troisième meilleure performance mondiale de l'année.

### Premier titre de champion du monde (2011)

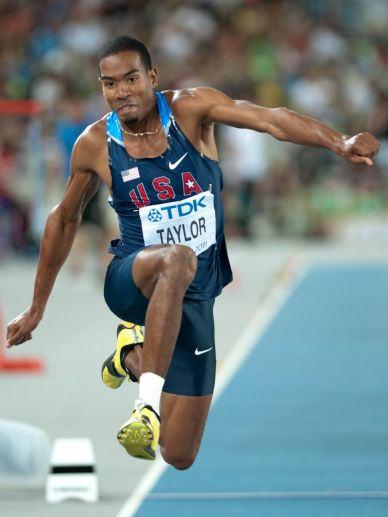
Christian Taylor lors des championnats du monde 2011.

Il participe à sa première compétition internationale majeure fin août 2011 à l'occasion des Championnats du monde de Daegu. Auteur de deux premiers sauts au-delà des 17 mètres, l'Américain atteint la marque de 17,96 m (+0,1 m/s) à sa quatrième tentative, et améliore de 28 centimètres son record personnel et de 5 cm la meilleure performance mondiale de l'année du Français Teddy Tamgho. Christian Taylor remporte finalement le concours devant le Britannique Phillips Idowu (17,77 m) et l'autre Américain Will Claye (17,50 m), et devient le premier Américain titré dans cette épreuve depuis Walter Davis lors des mondiaux 2005. Il devient par ailleurs le cinquième meilleur performeur de tous les temps au triple saut (en plein air), derrière Jonathan Edwards, Kenny Harrison, Teddy Tamgho et Willie Banks. Il déclare aux médias : « je suis venu à Daegu pour gagner mais je n'aurais jamais pensé arriver aussi loin ». Il considère que le secret de sa réussite vient du dynamisme de son action, un point technique sur lequel son entraîneur a lourdement insisté depuis des années.

### Champion olympique (2012)
En 2012, il remporte les sélections olympiques américaines, à Eugene, avec la marque de 17,63 m, et se qualifie pour les Jeux de Londres en compagnie de Will Claye et Walter Davis. Premier du concours des qualifications avec 17,21 m, Christian Taylor décroche son premier titre olympique, le 9 août 2012, en réalisant 17,81 m (+0,6 m/s) à son quatrième essai. Il devance Will Claye, deuxième avec 17,62 m et Fabrizio Donato, médaillé de bronze avec 17,48 m. À Zurich (Weltklasse) lors de la finale de la Ligue de diamant 2012 qu'il remporte, il termine derrière Fabrizio Donato.
Il termine au pied du podium des championnats du monde 2013 de Moscou avec 17,20 m. Il remporte la Ligue de diamant 2013 en s'imposant lors des meetings de Doha, Rome, Birmingham, où il établit son meilleur saut de l'année avec 17,66 m, et Monaco. 
En 2014, il remporte l'épreuve du relais 4 × 400 m des premiers relais mondiaux, à Nassau, en compagnie de David Verburg, Tony McQuay et LaShawn Merritt. Il remporte pour la troisième année consécutive la « diamond race » de la Ligue de diamant en s'imposant notamment lors de la finale, à Zurich, avec la marque de 17,51 m, sa meilleure performance de l'année. Cette saison marque pour lui un tournant dans sa technique du triple saut : en raison de blessures répétées à sa jambe gauche dues aux chocs lors des sauts, il choisit sur avis médical de modifier son pied d'appel qui devient alors le droit.

### Second titre de champion du monde (2015)

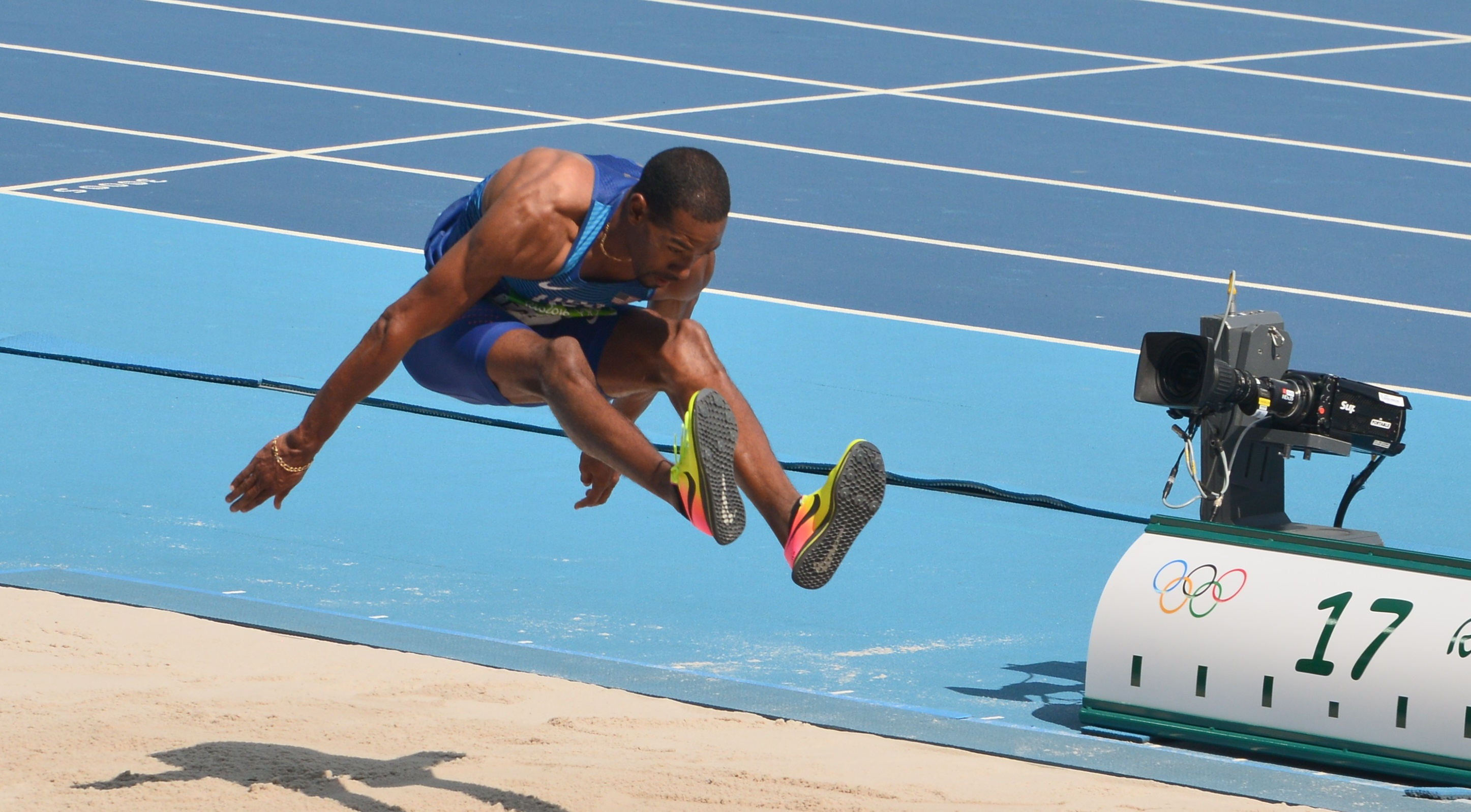
Christian Taylor au 4e saut (17.77 m) lors des jeux olympiques de Rio 2016.

Il dépasse pour la première fois de sa carrière la limite des 18 mètres en mai 2015 lors du meeting de Doha en établissant la marque de 18,04 m, à deux centimètres du Cubain Pedro Pablo Pichardo, vainqueur de l'épreuve. En juillet 2015, lors du meeting de Lausanne, il porte son record personnel à 18,06 m, devançant le Cubain à 17,99 m.
Lors des Championnats du monde de Pékin en 2015, Christian Taylor remporte la médaille d'or en établissant à son sixième et dernier essai la marque de 18,21 m, devançant sur le podium Pedro Pablo Pichardo (17,73 m) et le Portugais Nelson Évora (17,52 m). Il devient à cette occasion le deuxième meilleur performeur mondial de tous les temps, derrière le Britannique Jonathan Edwards (18,29 m), et établit par ailleurs un nouveau record continental qu'il prend à Kenny Harrison (18,09 m).

### Titre olympique conservé (2016)
Pour sa première compétition de l'année, à Nassau (Bahamas), Taylor s'impose avec 17,11 m, nouvelle meilleure performance mondiale de l'année. Il améliore cette marque à Doha le 6 mai avec 17,23 m. Trois semaines plus tard, à Eugene, l'Américain répond à Will Claye qui réalise 17,56 m à son 6e essai, en faisant un triple-bond à 17,76 m. 
Le 16 août, en finale des Jeux olympiques de Rio, Christian Taylor conserve son titre acquis 4 ans auparavant à Londres en établissant la meilleure performance mondiale de l'année à 17,86 m. Comme lors de l'olympiade précédente, il réalise un doublé avec son compatriote Will Claye qui remporte l'argent (17,76 m) devant le Chinois Dong Bin (17,58 m).

### 18,11 m à Eugene et troisième titre mondial (2017)
Le 27 mai, Christian Taylor participe au Prefontaine Classic de Eugene où il arrive avec une meilleure performance de l'année à 17,27 m, tandis que Will Claye vient avec 17,40 m. Dès le premier essai, le médaillé de bronze des derniers Jeux olympiques Dong Bin réalise un très bon essai à 17,27 m, que Christian Taylor va de suite répondre par 17,82 m (vent trop fort). S'ensuit avec Claye et 17,66 m. Au troisième essai, alors que Taylor mord son saut, Claye réalise également 17,82 m (record personnel pour lui) et prend la tête du concours. Mais au quatrième bond, Christian Taylor reprend les devants en réalisant 18,11 m (+ 0,8 m/s), soit la seconde meilleure performance de sa carrière. Son adversaire réalise quant à lui à son saut suivant 18,05 m (+ 2,4 m/s). La fin du concours restera inchangé et Christian Taylor s'impose avec sa marque de 18,11 m, qui est une nouvelle meilleure performance mondiale de l'année, la 4e performance de tous les temps, un record du meeting ainsi qu'un record de la Ligue de diamant.
Le 10 août, au terme d'un duel acharné avec son compatriote Will Claye, Christian Taylor remporte un troisième titre mondial à l'occasion des Championnats du monde de Londres où il s'impose avec 17,68 m, cinq centimètres de mieux que Claye. Il devient le premier athlète à remporter trois titres, devançant au palmarès le recordman du monde Jonathan Edwards, sacré en 1995 et 2001. Le Portugais Nelson Évora complète le podium (17,19 m).
2018 est une année sans compétition majeure pour les athlètes hors-Europe, à l'exception des Championnats du monde en salle 2018. Le 31 août 2018, il se classe avec un saut à 17,31 m deuxième des finales de la Ligue de Diamant à Bruxelles derrière le Portugais Pedro Pablo Pichardo, auteur lui de 17,49 m.

### Quatrième titre mondial à Doha (2019)
La saison 2019 de triple saut est marquée par une concurrence accrue entre Christian Taylor et son compatriote Will Claye, qui le 29 juin à Long Beach devient le sixième homme de l'histoire à franchir la barrière des 18 mètres en signant la troisième meilleure performance de tous les temps en 18,14 m. Pour l'un de ses premiers meetings de la saison estivale à Nanjing en Chine, Taylor saute à 17,47 m et s'impose devant un autre Américain, Omar Craddock. Le 11 juin, il gagne le concours du triple saut du meeting de Montreuil dès son premier essai, mesuré à 17,41 m. Le 9 juillet, il bat pour la première fois de la saison Will Claye lors du meeting de Székesfehérvar en Hongrie grâce à un saut à 17,93 m, qui n'est toutefois pas homologué en raison du vent trop fort (+ 3,4 m/s). Il s'impose une nouvelle fois devant Will Claye le 12 juillet au meeting de Ligue de Diamant de Monaco avec un bond à 17,82 m, sa nouvelle meilleure performance de la saison, mais son adversaire prend sa revanche à l'occasion du meeting de Paris le 24 août en battant le record du meeting en 18,06 m, contre 17,82 m pour Taylor. Entre-temps, Taylor avait été dominé par le Portugais Pedro Pablo Pichardo au meeting de Londres le 21 juillet, ne pouvant faire mieux que 17,19 m. Il relève néanmoins le niveau à l'occasion des finales de la Ligue de Diamant à Bruxelles, s'imposant nettement avec une meilleure marque à 17,85 m et reléguant son principal adversaire Will Claye à 63 centimètres (17,22 m). 
Le 29 septembre, il remporte son quatrième titre planétaire lors des championnats du monde 2019 à Doha. Avec un saut à 17,92 m, son meilleur bond de la saison, il devance dans une finale d'anthologie son compatriote Will Claye et le Burkinabé Hugues Fabrice Zango,.

### Blessure et absence des Jeux Olympiques (2021)
Au meeting d'Ostrava le 19 mai 2021, l'Américain multi-champion du monde se rompt le tendon d'Achille lors de son concours de triple saut, ce qui l'écarte des pistes pour plusieurs mois et l'empêche de défendre son titre aux Jeux Olympiques de Tokyo.

## Vie privée
Christian Taylor est en couple avec la hurdleuse autrichienne Beate Schrott, médaillée européenne et finaliste olympique en 2012. Ils se sont rencontrés en 2011 lors des championnats du monde de Daegu et se sont rapprochés en 2015, lorsque celle-ci rejoignait le groupe de Taylor (elle a quitté le groupe en 2016).

## Palmarès

### International
| Date | Compétition                    | Lieu             | Résultat | Épreuve         | Marque        |
| ---- | ------------------------------ | ---------------- | -------- | --------------- | ------------- |
| 2007 | Championnats du monde cadets   | Ostrava          | 3e       | Longueur        | 7,29 m        |
| 2007 | Championnats du monde cadets   | Ostrava          | 1er      | Triple saut     | 15,98 m       |
| 2008 | Championnats du monde juniors  | Bydgoszcz        | 7e       | Longueur        | 7,41 m        |
| 2008 | Championnats du monde juniors  | Bydgoszcz        | 8e       | Triple saut     | 15,61 m       |
| 2011 | Championnats du monde          | Daegu            | 1er      | Triple saut     | 17,96 m       |
| 2012 | Championnats du monde en salle | Istanbul         | 2e       | Triple saut     | 17,63 m       |
| 2012 | Jeux olympiques                | Londres          | 1er      | Triple saut     | 17,81 m       |
| 2012 | Ligue de diamant               | Ligue de diamant | 1er      | Triple saut     | détails       |
| 2013 | Championnats du monde          | Moscou           | 4e       | Triple saut     | 17,20 m       |
| 2013 | Ligue de diamant               | Ligue de diamant | 1er      | Triple saut     | détails       |
| 2014 | Relais mondiaux de l'IAAF      | Nassau           | 1er      | 4 × 400 m       | 2 min 57 s 25 |
| 2014 | Ligue de diamant               | Ligue de diamant | 1er      | Triple saut     | détails       |
| 2015 | Championnats du monde          | Pékin            | 1er      | Triple saut     | 18,21 m       |
| 2015 | Ligue de diamant               | Ligue de diamant | 1er      | Triple saut     | détails       |
| 2016 | Jeux olympiques                | Rio de Janeiro   | 1er      | Triple saut     | 17,86 m       |
| 2016 | Ligue de diamant               | Ligue de diamant | 1er      | Triple saut     | détails       |
| 2017 | Championnats du monde          | Londres          | 1er      | Triple saut     | 17,68 m       |
| 2017 | Ligue de diamant               | Ligue de diamant | 1er      | Triple saut     | 17,49 m       |
| 2018 | Ligue de diamant               | Ligue de diamant | 2e       | Triple saut     | 17,31 m       |
| 2018 | Coupe continentale             | Ostrava          | 1er      | Triple saut     | 17,59 m       |
| 2018 | Coupe continentale             | Ostrava          | 1er      | 4 x 400 m mixte | 3 min 13 s 01 |
| 2019 | Ligue de diamant               | Ligue de diamant | 1er      | Triple saut     | 17,85 m       |
| 2019 | Championnats du monde          | Doha             | 1er      | Triple saut     | 17,92 m       |

### National
- Championnats des États-Unis : vainqueur en 2011 et 2012, deuxième en 2009 et 2010
- Championnats NCAA : vainqueur en 2010 et 2011

## Records

### Records personnels
| Épreuve          | Épreuve      | Marque       | Lieu         | Date            |
| ---------------- | ------------ | ------------ | ------------ | --------------- |
| Triple saut      | En plein air | 18,21 m (AR) | Pékin        | 27 août 2015    |
| Triple saut      | En salle     | 17,63 m      | Istanbul     | 11 mars 2012    |
| Saut en longueur | En plein air | 8,19 m       | Knoxville    | 15 mai 2010     |
| Saut en longueur | En salle     | 8,02 m       | Fayetteville | 13 février 2009 |

### Meilleures performances par année
| Année | Marque  | Vent  | Date             | Lieu           | Rang |
| ----- | ------- | ----- | ---------------- | -------------- | ---- |
| 2007  | 15,98 m | + 0,6 | 14 juillet 2007  | Ostrava        | —    |
| 2008  | 16,05 m | + 1,2 | 21 juin 2008     | Columbus       | —    |
| 2009  | 16,65 m | + 0,9 | 13 juin 2009     | Fayetteville   | 67   |
| 2010  | 17,02 m | + 0,9 | 9 juin 2010      | Eugene         | 23   |
| 2011  | 17,96 m | + 0,1 | 4 septembre 2011 | Daegu          | 1    |
| 2012  | 17,81 m | + 0,6 | 9 août 2012      | Londres        | 1    |
| 2013  | 17,66 m | + 0,9 | 30 juin 2013     | Birmingham     | 3    |
| 2014  | 17,51 m | - 0,6 | 28 août 2014     | Zürich         | 4    |
| 2015  | 18,21 m | + 0,2 | 27 août 2015     | Pékin          | 1    |
| 2016  | 17,86 m | + 0,7 | 16 août 2016     | Rio de Janeiro | 1    |
| 2017  | 18,11 m | + 0,8 | 27 mai 2017      | Eugene         | 1    |